# Schoolverlaten
Met schoolverlaten of schoolafsluiting wordt het ten einde komen van de schoolloopbaan van een leerling bedoeld. Gewoonlijk vindt schoolverlaten plaats na het afronden van het curriculum van de school en het afleggen van een eindtoets. Bij basisonderwijs gaat het meestal om een enkele toets waarin alle vakken verenigd zijn. Bij voortgezet onderwijs worden voor elk gevolgd vak eindexamens afgelegd. Bij vroegtijdig schoolverlaten verlaat de leerling de school zonder het curriculum te hebben afgerond en een diploma te hebben behaald.

## Afsluiten middelbaar onderwijs
In tegenstelling tot het basisonderwijs is afsluiting van het middelbaar onderwijs in de meeste systemen ter wereld verdeeld over verschillende niveaus. Een middelbareschooldiploma op het hoogste niveau geeft toegang tot hoger onderwijs (universiteit of hogeschool). De naam van dit diploma verschilt per systeem. In veel Europese landen wordt het matura genoemd, maar in Duitsland Abitur en in Frankrijk baccalauréat. In het Britse systeem, dat internationaal veel gebruikt wordt, is dit het GCSE- of A-leveldiploma. In de VS en Canada is het middelbareschooldiploma ("high school diploma") de gangbare manier om de middelbare school af te sluiten, maar ook in dit systeem zijn alternatieve diploma's te verkrijgen door leerlingen die niet in staat zijn het normale diploma te behalen.
In het Britse systeem kan een leerling de school eerder afronden met een GCSE- of IGCSE-diploma, dat geen toegang tot het hoger onderwijs biedt. Een BTEC-diploma, dat toegang geeft tot het Britse beroepsonderwijs, is een praktisch alternatief.
In het Duitse voortgezet onderwijs zijn naast de Abitur verschillende vormen van schoolafsluiting gebruikelijk. De Fachhochschulreife en Hauptschulabschluss geven bijvoorbeeld toegang tot een Fachhochschule.
In vrijwel alle landen bestaan middelbare scholen die naast het landelijke diploma ook opleiden voor het International Baccalaureate. Studenten die deze studierichting volgen, doen niet alleen examen volgens de in dat land geldende regels (en krijgen dus een landelijke diploma), maar doen ook examen volgens de International Baccalaureate-regels en krijgen dus een IB-diploma, waarmee ze in principe op elke universiteit ter wereld zullen worden aangenomen.